# IFOR

Znak mírové mise IFOR

IFOR, zkratka z anglického slova The Implementation Force, byla mezinárodní vojenská mise pod vedením NATO v Bosně a Hercegovině trvající od 20. prosince 1995 do 20. prosince 1996 na základě souhlasu Rady bezpečnosti OSN. Politickým rozhodnutím na misi IFOR navázala stabilizační mise SFOR a KFOR, taktéž pod patronací NATO. Kódové označení mise bylo Operation Joint Endeavour a do operace se zapojilo téměř 60 000 vojáků z řad států NATO i ze států mimo tuto organizaci.
Plánování operace započalo na podzim 1995, načež v druhé fázi proběhl přesun sil IFOR na území bývalé Jugoslávie. Přesun byl ukončen k 20. prosinci 1995. Postupně se jednotky IFOR snažily stabilizovat situaci v nesvářené zemi, kontrolovat dřívější nepřátelské armády. V závěrečné fázi došlo ke stažení částí jednotek IFOR zpět a přípravě navazující mise SFOR o síle 30 000 mužů a KFOR.
Operací v Bosně a Hercegovině pod patronací IFOR se zúčastnili i příslušníci Armády České republiky, konkrétně 6. mechanizovaný prapor 12. února 1996 začleněný pod 2. kanadskou mnohonárodní brigádu v rámci britské mnohonárodnostní divize. Česká účast v misi se pohybovala v síle okolo 850 osob, z čehož 800 osob patřilo k 6. mechanizovanému praporu, zbytek připadal na velitelské struktury.